# Ричард Морган
Ричард Морган (на английски: Richard Morgan) е британски автор на научна фантастика.

## Биография и творчество
Ричард Кингсли Морган е роден на 24 септември 1965 г. в Лондон, Англия.
След като завършва история в „Колежа на кралиците“, Кеймбридж започва да преподава английски език. След 14 години и пост в Стратклайдския университет в Глазгоу, Шотландия, неговия първи роман е публикуван и той се отдава изцяло на писателска дейност.
Ричард Морган живее със семейството си в Глазгоу.

#### Романи за Такеши Ковач
- Суперкомандос 2003 г., ИК Бард, ISBN 954-585-446-7
Altered Carbon (2002) – награда „Филип К. Дик“
- Сразени ангели 2004 г., ИК Бард, ISBN 954-585-575-4
Broken Angels (2003)
- Разбудени фурии 2006 г., ИК Бард, ISBN 954-585-670-X
Woken Furies (2005)
- Altered Carbon: Download Blues (2019) – графичен роман

#### A Land Fit For Heroes
- The Steel Remains (2008)
- The Cold Commands (2011)
- The Dark Defiles (2014)

#### Black Man
- Вариант 13 2007 г., ИК Бард, ISBN 978-954-585-837-6
Black Man (2007) – награда „Артър Кларк“
- Разреден въздух 2020 г., ИК Бард, ISBN 9786190300168
Thin Air (2018)

#### Други романи
- Market Forces (2004) – награда „Джон Кембъл“

#### Комикси
- Black Widow: Homecoming (2005)
- Black Widow: The Things They Say About Her (2006)